# Gare du Puy-en-Velay
Gare du Puy-en-Velay vasútállomás Franciaországban, Le Puy-en-Velay településen.

## Vasútvonalak
Az állomást az alábbi vasútvonalak érintik:
- Saint-Georges-d'Aurac-Saint-Étienne-Châteaucreux-vasútvonal
- Ligne du Puy à Langogne

## Kapcsolódó állomások
A vasútállomáshoz az alábbi állomások vannak a legközelebb:
- Gare de Lavoûte-sur-Loire
- Gare de Darsac